# Boreas Undae
Le Boreas Undae sono una struttura geologica della superficie di Titano.